# آنتونوف ای‌ان-۱۲
آنتونوف ای ان-۱۲ (نام‌گذاری ناتو: کاب) یک هواپیمای ترابری با چهار موتور توربوپراپ است. این هواپیما مدل نظامی هواپیمای آنتونوف-۱۰ است.

## طراحی و تولید

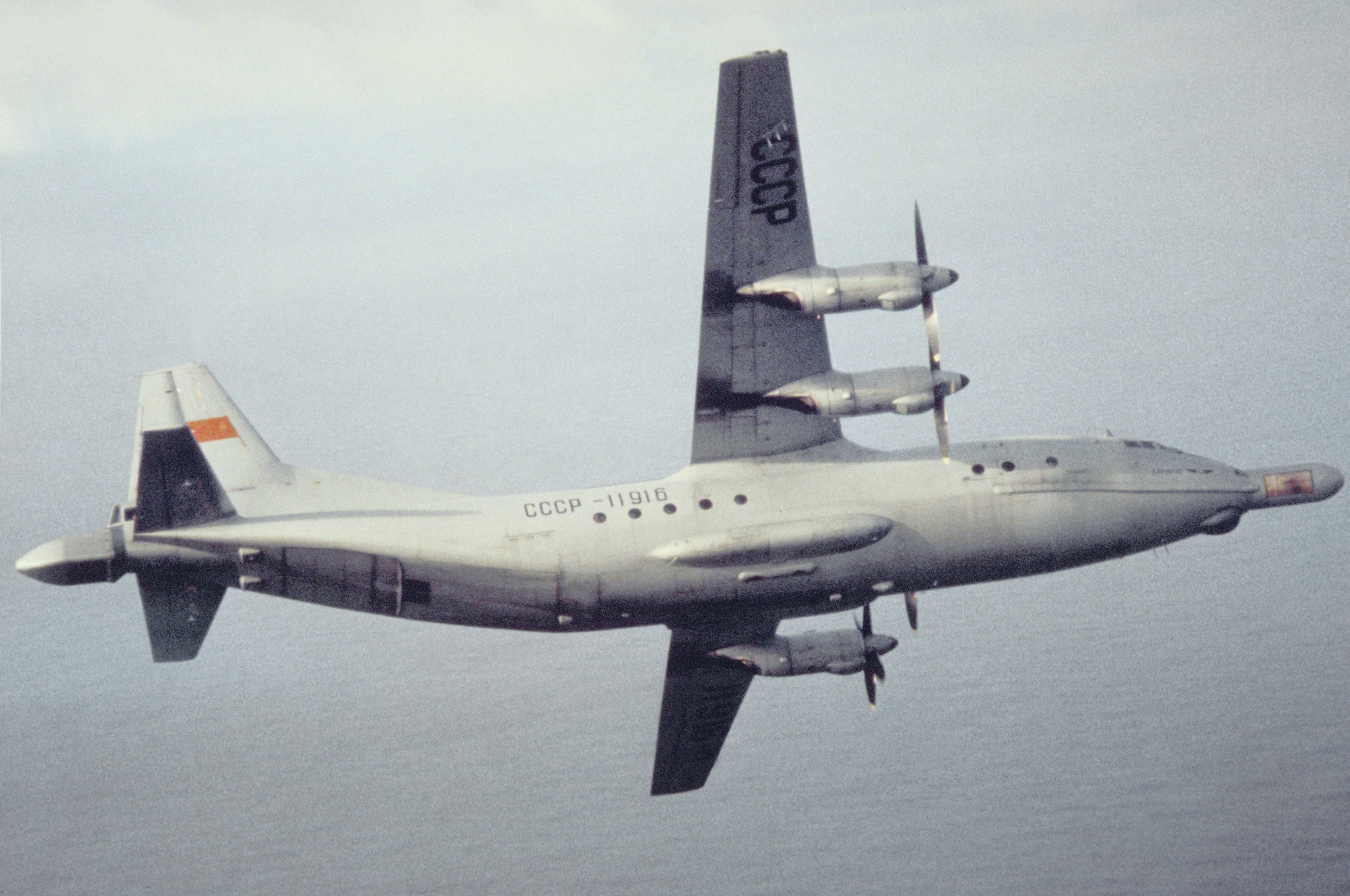
An air-to-air right side view of a Soviet An-12 Cub

نخستین نمونه از آنتونوف-۱۲ در مارس ۱۹۵۷ میلادی، برای نخستین بار پرواز کرد. بیش از ۹۰۰ فروند از مدل نظامی و غیرنظامی این هواپیما تولید شده است و سرانجام در سال ۱۹۷۳ تولید آن به اتمام رسید.
مدل ای ان-۱۲بی‌پی، در سال ۱۹۵۹ وارد نیروهای مسلح شوروی شد. نوع پیکربندی این هواپیما بسیار شبیه به هواپیمای آمریکایی لاکهید سی-۱۳۰ هرکولس بود. بیشتر هواپیماهای نظامی شوروی، دارای تفنگ متحرک دفاع از دم هواپیما هستند.
در ۱۲ ژانویهٔ ۲۰۰۹، دولت امارات متحده عربی تردد آنتونوف-۱۲ را در حریم هوایی این کشور ممنوع کرد.

## گونه‌ها
- آنتونوف-۱۲بی: مدل غیرنظامی ترابری
- آنتونوف-۱۲بی‌اف: مدل نظامی ترابری
- آنتونوف-۱۲ کاب-ای: مدل جاسوسی الکترونیکی
- آنتونوف-۱۲ کاب-بی: مدل جاسوسی الکترونیکی
- آنتونوف-۱۲ کاب-سی: مدل اقدام متقابل الکترونیکی

## Specifications (An-12)

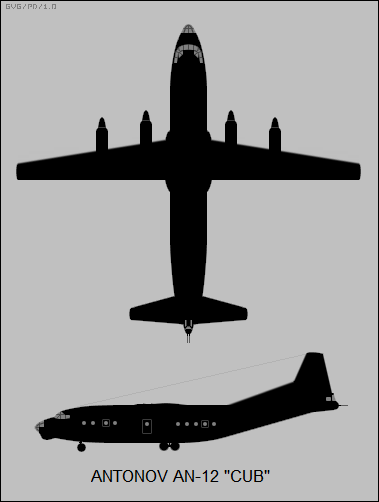
Antonov An-12

داده‌ها از Global Aircraft, Airliners.net
ویژگی‌های عمومی
- خدمه: ۵ (دو خلبان، مهندس پرواز، افسر ناوبری، اپراتور رادار)
- ظرفیت: ۲۰٬۰۰۰ کیلوگرم (۴۴٬۰۰۰ پوند) بار / ۶۰ چترباز / ۲x خودروی زره پوش بی ام دی-۱
- طول: ۳۳٫۱ متر (۱۰۸ فوت ۷ اینچ)
- پهنای بال: ۳۸ متر (۱۲۴ فوت ۸ اینچ)
- ارتفاع: ۱۰٫۵۳ متر (۳۴ فوت ۷ اینچ)
- مساحت بال‌ها: ۱۲۱٫۷ متر مربع (۱٬۳۱۰ فوت مربع)
- وزن خالی: ۲۸٬۰۰۰ کیلوگرم (۶۱٬۷۲۹ پوند)
- بیشترین وزن برخاست: ۶۱٬۰۰۰ کیلوگرم (۱۳۴٬۴۸۲ پوند)
- پیشرانه: ۴ عدد موتور توربوپراپ اایوچنکو ای آی-۲۰ ال یا ای آی-۲۰ ام, ۳٬۰۰۰ کیلووات (۴٬۰۰۰ اسب بخار کوتاه)  در هر موتور equivalent
- ملخ‌ها: چهارملخه constant-speed reversible-pitch propellers

عملکرد
- حداکثر سرعت: ۶۶۰ کیلومتر بر ساعت (۴۱۰ مایل بر ساعت، ۳۶۰ گره)
- سرعت کروز: ۵۷۰ کیلومتر بر ساعت (۳۵۰ مایل بر ساعت، ۳۱۰ گره)
- بُرد: ۵٬۷۰۰ کیلومتر (۳٬۵۰۰ مایل، ۳٬۱۰۰ مایل دریایی) با حداکثر سوخت

۳٬۶۰۰ کیلومتر (۲٬۲۰۰ مایل؛ ۱٬۹۰۰ مایل دریایی) با حداکثر بار و محموله
- حداکثر ارتفاع: ۱۰٬۲۰۰ متر (۳۳٬۵۰۰ فوت)
- نرخ صعود: ۱۰٫۲ متر بر ثانیه (۲٬۰۱۰ فوت بر دقیقه)

تسلیحات

- اسلحه‌ها: ۲ قبضه توپ خودکار ۲۳ میلی‌متری (۰٫۹۰۶ اینچی) نودلمان-ریختر ان.آر-۲۳ نصب شده در دم (در بعضی از مدل‌ها)